# König des Chansons
 (février 2024).
Si vous disposez d'ouvrages ou d'articles de référence ou si vous connaissez des sites web de qualité traitant du thème abordé ici, merci de compléter l'article en donnant les références utiles à sa vérifiabilité et en les liant à la section « Notes et références ».
Albums de Charles Aznavour
Von Mensch zu Mensch
(1964) Vor dem Winter
(1978)
König des Chansons (Roi de la chanson) est le 2e album studio allemand de Charles Aznavour, il est sorti en 1967.
Cet album concept, bien qu'incluant certains titres déjà publiés en français et en allemand, se démarque en intégrant également les chansons des trois derniers singles en allemand de Charles Aznavour. Cette caractéristique distinctive confère à l'album une cohérence thématique et un caractère original, justifiant ainsi sa classification en tant qu'album studio. 

## Liste des chansons
Les quatorze pistes de cet album sont :
| 1. | Du Lässt Dich Geh'n (Tu t'laisses aller) | Charles Aznavour, Adapt. E. Bader          | 3:38 |
| 2. | J'Ai Perdu La Tête                       | Charles Aznavour                           | 3:22 |
| 3. | Geliebte (Ma Mie)                        | Charles Aznavour, Adapt. E. Bader          | 2:05 |
| 4. | Rendez-Vous A Brasilia                   | Ch. Aznavour / C. Nicolas, Adapt. E. Bader | 2:00 |
| 5. | Bitte, Bleib' (Reste)                    | Charles Aznavour, Adapt. W. Brandin        | 1:50 |
| 6. | Quand Tu M'Embrasses                     | Charles Aznavour                           | 2:09 |
| 7. | La Boheme (version allemande)            | Ch. Aznavour / J. Plante, Adapt. E. Bader  | 3:09 |

| 8.  | La Mamma (version allemande)                       | Charles Aznavour, R. Gall                                 | 3:43 |
| 9.  | Sylvie                                             | Charles Aznavour                                          | 2:10 |
| 10. | Und Trotzdem Lieb' Ich Sie (Je l'aimerai toujours) | Charles Aznavour, Adapt. E. Bader                         | 3:00 |
| 11. | Que c'est triste Venise                            | Françoise Dorin                                           | 2:36 |
| 12. | Mit Dir Kam Das Glück (Avec)                       | Charles Aznavour, E. Barclay, F. Pourcel, Adapt. E. Bader | 3:06 |
| 13. | Et Moi Dans Mon Coin                               | Charles Aznavour                                          | 3:35 |
| 14. | Spiel', Zigeuner (Les deux guitares)               | Charles Aznavour, Adapt. E. Bader                         | 3:47 |